# Liste der Ehrenbürger von Mindelheim
Die Ehrenbürgerwürde ist die höchste Auszeichnung, die die Stadt Mindelheim zu vergeben hat. Seit 1924 werden Personen auf Grundlage der Bayerischen Gemeindeordnung für ganz besondere Verdienste um Stadt und Volk zu Ehrenbürgern ernannt. Die Ehrenbürgerschaft erlischt mit dem Tode, daher gibt es derzeit nur einen Ehrenbürger von Mindelheim.

## Die Ehrenbürger der Stadt Mindelheim
1. Dr. Manfred Schmid[1]
Begründer des Frundsbergfestes in der heutigen Form, Langjähriger Vorsitzender des Frundsbergfestringes und der Mindelonia, Gründungsmitglied des Kammerorchesters, Kommunalpolitiker
Verleihung am 24. Oktober 2018

## Die ehemaligen Ehrenbürger der Stadt Mindelheim
Hinweis: Die Auflistung erfolgt chronologisch nach Datum der Zuerkennung.
1. Martin Karg (1852–1932)
Hauptlehrer
Verleihung am 29. Dezember 1924
2. Adolf Hitler (1889–1945)[2]
Politiker, Vorsitzender der NSDAP, Reichskanzler, Diktator, Verbrecher an der Menschlichkeit
Verleihung am 25. März 1933
Hitler wurde wenige Wochen nach seiner sogenannten "Machtergreifung" zum Ehrenbürger der Stadt ernannt. Da jede Gemeinde zur Zeit der NS-Diktatur zwangsläufig einen NS-Bürgermeister hatte, wurde Hitler in zahlreichen deutschen Städten zum Ehrenbürger ernannt. Da die Ehrenbürgerwürde mit dem Tod erlischt, ist Adolf Hitler seit 1945 kein Ehrenbürger der Stadt Mindelheim mehr. Ehrenbürger kann nur eine lebende Person sein, da das Ehrenbürgerrecht die Rechtsfähigkeit des zu Ehrenden voraussetzt.
Im Jahr 1946 wurden die Uhren auch in Mindelheim auf null gestellt und die Straßen und Plätze, die nach NS-Größen benannt waren, wurden umbenannt. Der Mindelheimer Stadtrat distanzierte sich erstmals im Jahr 2015 von der Verleihung der Ehrenbürgerwürde an Hitler.
Außerdem pflegt die Stadt Mindelheim Partnerschaften zu Städten in Frankreich, England, Spanien, Italien, Tirol und Südtirol. Mindelheim war auch eine der ersten Städte in Bayern, die im Jahr 1961 eine Städtepartnerschaft mit einer französischen Stadt einging und eine Auszeichnung der Europäischen Union in Anerkennung um ihre Verdienste zur Völkerverständigung in Europa erhielt.
Neben der Gedenktafel an der Gruftkapelle, die an die Familie Liebschütz erinnert, wurden 2015 außerdem sogenannte „Stolpersteine“ für die während der NS-Zeit ermordeten Juden verlegt. Dabei wurden vor dem letzten selbstgewählten Wohnort der Opfer Gedenktafeln aus Messing ins Trottoir eingelassen. Über diese Platten „stolpert“ der Passant gedanklich und erinnert sich an das schlimme Schicksal, das den Familien widerfahren ist.
3. Paul von Hindenburg
Generalfeldmarschall, Mitglied der Obersten Heeresleitung im Ersten Weltkrieg, zweiter Reichspräsident der Weimarer Republik
Verleihung am 25. März 1933
4. Walther Darré (1895–1953)
deutscher Agrarpolitiker, Schriftsteller, SS-Funktionär, Reichsernährungsminister
Ehrenbürger von November 1933 bis 1949 für seine Verdienste um die Errichtung der süddeutschen Bauernführerschule
aufgrund der Verurteilung in den Nürnberger Prozessen vermutlich Verlust des Ehrenbürgerrechts aufgrund der Kontrollratsdirektive Nr. 38
5. Friedrich Lang (1858–1938)
Hauptlehrer
Datum der Verleihung unbekannt
Mindelheim verdankt ihm sein Heimatmuseum.
6. Franz Krach (* 25. Oktober 1886; † 1974)
Bürgermeister
Verleihung am 25. Oktober 1961
Krach war seit 1945 Bürgermeister von Mindelheim und seit 1949 Mitglied des Kreistags. Anlässlich seines 75. Geburtstages wurde er für seine großen Verdienste um die Stadt und das Allgäu zum Ehrenbürger ernannt. 1966 wurde er wegen seiner Verdienste um die Städtepartnerschaft auch zum Ehrenbürger von Bourg-de-Péage ernannt.
7. Henri Durand († 2010)[3]
Bürgermeister
Datum der Verleihung unbekannt
Durand war Bürgermeister der französischen Partnergemeinde Bourg-de-Péage.
8. Arthur Maximilian Miller (* 16. Juni 1901; † 18. Februar 1992)
Schriftsteller
Datum der Verleihung unbekannt
9. Erwin Holzbaur (* 8. April 1927; † 19. September 2010)
Lehrer, Heimatpfleger, Kunstmaler und Kommunalpolitiker
Datum der Verleihung unbekannt
10. Ottilie (Olli) Hirle (1929–2021)
Olli Hirle kümmerte sich jahrzehntelang um die Weihnachtskrippe in der Jesuitenkirche, machte Stadtführerinungen, dokumentierte Stadtgeschichte und pflegte stets die Mindelheimer Mundart.
Verleihung am 10. Oktober 2012